# Crataegus ferganensis
Crataegus ferganensis es una especie de planta del género Crataegus, perteneciente a la familia Rosaceae.

## Taxonomía
Crataegus ferganensis fue descrita por Antonina Poyárkova en 1963.

## Distribución
Se encuentra en el territorio de Kirguistán.